# Келберг
Келберг (њем. Kelberg) општина је у њемачкој савезној држави Рајна-Палатинат. Једно је од 109 општинских средишта округа Вулканајфел. Према процјени из 2010. у општини је живјело 1.966 становника. Посједује регионалну шифру (AGS) 7233218.

## Географски и демографски подаци
Келберг се налази у савезној држави Рајна-Палатинат у округу Вулканајфел. Општина се налази на надморској висини од 480 метара. Површина општине износи 24,6 km². У самом мјесту је, према процјени из 2010. године, живјело 1.966 становника. Просјечна густина становништва износи 80 становника/km².